# Jesus außerhalb des Christentums
Jesus von Nazaret wird auch außerhalb des Christentums eine besondere Bedeutung zugesprochen. So haben die Schriften des Urchristentums auch die Jesusbilder einiger anderer Religionen, neuzeitlicher Philosophie und Literatur beeinflusst. Diese kulturelle Rezeption reicht von hoher Wertschätzung bis zu betonter Ablehnung und ist von den je eigenen Glaubens- oder Denkvoraussetzungen sowie von historischen Konflikten mit Kirchen und Christen mitbestimmt.

## Judentum
Jesus war galiläischer Jude und jede ernsthafte historische Rekonstruktion seiner Selbstsicht – aus den Quellen – muss innerhalb des Judentums seiner Zeit bleiben und nicht aus einer späteren christlichen Theologie heraus interpretiert werden.
Nach Mk 12,29  bekennt sich Jesus mit dem Sch'ma Jisrael, dem zentralen jüdischen Glaubensbekenntnis aus 5 Mos 6,4  zum Judentum, „Höre, Israel, der Herr unser Gott, der Herr ist Einer!“
Im Zentrum seiner Botschaft stand „Das Reich Gottes ist mitten unter euch (…)“ (Lk 17,21 ) oder „Die Zeit ist erfüllt, das Reich Gottes ist nahe (…)“ (Mk 1,15 ).
Eine Aussage, in der nicht eine zukünftige Hoffnung anklingt, sondern ein Aufruf, der die Gegenwärtigkeit JHWHs beschreibt.
Jesus selbst sah sich nicht als Messias im gängigen Sinn. Seine Anhängerschaft (Judenchristen) deuteten ihn nachträglich zum Messias.
Das pharisäische Judentum zur Zeit Jesu war stark geprägt durch zwei bedeutende Lehrschulen: die „Schule des Hillel“ (Beit Hillel) und die des „Schammai“ (Beit Shammai). Diese beiden Richtungen standen exemplarisch für unterschiedliche Auslegungen der Halacha, des religiösen Gesetzes, das auf der Interpretation des Tanach – insbesondere der Gebote des Pentateuchs – basiert.
Die „Schule des Hillel“, die um das späte 1. Jahrhundert v. Chr. entstand, vertrat eine pragmatisch-barmherzige Gesetzesauslegung. Ihr Gründer, Hillel der Ältere (hebräisch הִלֵּל הַזָּקֵן Hillel ha-Saqen), legte Wert auf Geduld, Demut und eine ethisch-moralische Ausrichtung der Gebote. Dem gegenüber stand die „Schule des Schammai“, gegründet von Schammai (hebräisch שַׁמַּאי הַזָּקֵן Schamai ha-Saqen. So vertrat die Schule Schammais eine rigide und formalistische Halacha-Interpretation. Sie betonte die Einhaltung des Gesetzes in seiner wortgetreuen und autoritativen Form.
In den Evangelien lässt sich beobachten, dass Jesus von Nazareth in seiner Gesetzesauslegung teils der pragmatisch-barmherzige Linie Hillels nahesteht, etwa wenn er Barmherzigkeit und das Wohl des Menschen in den Vordergrund stellt (z. B. Schabbatheilungen, siehe Mk 2,27 ). In anderen Fällen jedoch übernimmt er eine klare und kompromisslose Haltung, ähnlich der Positionen der Schammai-Schule – etwa bei der Scheidungsthematik, siehe Mt 19,3–9 ), wo Jesus eine sehr strenge Auslegung vertrat.
Trotz dieser ambivalenten Haltung lässt sich bei Jesus eine grundlegende Tendenz erkennen: die „Verinnerlichung des Gesetzes“. Im Zentrum steht dabei die Liebe – sowohl zu Gott als auch zum Nächsten – als das entscheidende Motiv und Ziel des Gesetzes (siehe Mt 22,36–40 ). Diese innere Ausrichtung unterscheidet Jesu Verständnis des Gesetzes sowohl von der formalistischen Strenge des Schammai als auch von der rabbinisch-pragmatischen Auslegung des Hillel.
Das Judentum sieht Jesus von Nazaret nicht als Sohn Gottes an, da ein Mensch nach jüdischer Auffassung nicht göttlich sein kann. Es sieht in ihm auch nicht den Messias, da er nicht die endgültige Verwandlung der Welt gebracht habe, die die Juden nach biblischer Prophetie vom Messias erwarten. Eine Ausnahme bilden Messianische Juden.

### Rabbinische Tradition
Nach dem verlorenen Aufstand der Juden gegen die römische Herrschaft, der mit der Zerstörung des Jerusalemer Tempels im Jahre 70 endete, gewannen die Pharisäer die Führungsrolle im Judentum. Im gegenseitigen Abgrenzungsprozess galt das noch stark von Judenchristen geprägte Christentum nun als unvereinbar mit dem Judentum und wurde auf dem Sanhedrin von Jamnia (um 95) ausgegrenzt. Zur Trennung kam es, als die urchristliche Mission sich seit Paulus von Tarsus auch an Nichtjuden richtete. Durch die Aufnahme von Christen ohne jüdischen Hintergrund (Heidenchristen) änderten sich die Mehrheitsverhältnisse. Die Auseinandersetzungen führten schließlich auch zu einem Antijudaismus der Heidenchristen.
Der seit etwa 200 entstandene babylonische Talmud nannte Jesus daraufhin meist nur „jenen Mann“, vermied also seinen Namen, beschrieb ihn als falschen Propheten und Verführer Israels, der Zauberei trieb, über die Weisen spottete und nur fünf Jünger hatte. Er sei am Vorabend des Pessach gehängt worden, nachdem sich trotz vierzigtägiger Suche kein Entlastungszeuge für ihn gefunden habe (Sanhedrin 43a; vgl. Mk 14,53–64 ). Jesu Herkunft erklärt der Talmud mit einem Fehltritt Marias: Sie habe sich mit einem römischen Legionär namens Panthera eingelassen und das dabei entstandene Kind dem „Heiligen Geist“ zugeschrieben. Für die talmudischen Rabbiner war sie eine „Hure“. Jesus sei durch seinen römischen Vater „nicht nur ein Bastard, sondern der Sohn eines Nichtjuden“. Die im NT verkündete Abstammung von König David könne er daher nicht beanspruchen. Diese Idee war mitsamt dem Messias- und Sohn-Gottes-Anspruch Jesu bzw. des NT für die Talmudautoren reiner Betrug. Zudem stellten sie Jesus als promisk dar, der mit einer Prostituierten verkehrt habe und seiner Mutter nachgeraten sei. Dies beweise, dass er kein Prophet gewesen sei.
Etwa im 8. Jahrhundert entstanden im Raum Italien die Toledot Jeschu, eine polemische jüdische Jesuserzählung, die talmudische und andere volkstümliche Legenden aufnimmt. Jesus erscheint hier als fehlgeleiteter Schüler der Rabbinen, dem nicht zuletzt seine Zauberkünste zum Verhängnis werden. Teilweise ist diese Geschichte mit einer Petruslegende verbunden, der zufolge Petrus als Papst eigentlich im Sinne der Rabbinen gewirkt habe und sie durch strikte Trennung vom Christentum vor Schlimmerem bewahrt habe.

### Neues Testament (NT)
In den ältesten Texten, dem Markusevangelium und der Logienquelle Q wird Jesus und sein Anhängerschaft als eine „prophetisch orientierte Bewegung“ gesehen, deren Streben eine Erneuerung Israels war sowie die römische Fremdherrschaft verurteilt.
Jesu erste Anhänger (Nachfolger bzw. Jünger) waren Juden wie er und verstanden ihn und seine Botschaft vom Reich Gottes als Aktualisierung der biblischen Glaubenshoffnungen, die damals in einer Vorform des Tanach schriftlich überliefert waren. Sie bezeichneten Jesus laut den Evangelien als Rabbi (Schriftlehrer) (Mk 9,38 ; Mk 11,21 ), so auch der reiche junge Mann (Mk 10,17 ) und einige Pharisäer (Mk 12,14.32 ).
Die damalige jüdische Landbevölkerung bezeichnete Jesus analog zu einer seiner Selbstbezeichnungen (Mk 6,4 ) als Propheten (siehe auch Prophetie im Tanach und Prophetie im Urchristentum). Manche sahen in ihm den wiedergekommenen Elija (Mk 8,28 ), der im Volk als Vorläufer des Endgerichts erwartet wurde. Einige seiner Nachfolger bezeichneten Jesus eventuell schon zu Lebzeiten als „den Gesalbten“ (hebr. maschiach; griech. Christos, Χριστός), das hieß den von Gott zur Befreiung Israels und der Völkerwelt bestimmten endzeitlichen Retter: so laut Mk 8,29  Simon Petrus. Der Messias galt als Nachkomme des israelitischen Königs David. So bezeichnete ein blinder Bettler Jesus auf dessen Weg nach Jerusalem als „Sohn Davids“ (Mk 10,47 ). Eine Menge von Festpilgern pries seinen Einzug in Jerusalem laut: „Gesegnet sei das Reich unseres Vaters David, das nun kommt.“ (Mk 11,10 ) Demnach trugen sie die Erwartung einer messianischen Befreiung von römischer Fremdherrschaft an Jesus heran. Diese hatte er mit dem impliziten Messiasanspruch seiner Reich-Gottes-Botschaft zugunsten der Armen, Leidenden und Rechtlosen geweckt (Mt 5,3ff. ).
Jesu Hauptgegner, die Sadduzäer, sahen in ihm wegen seiner scharfen Tempelkritik einen falschen Propheten (Mk 14,58 ). Nach dem Ende der sadduzäischen Führungsschicht, das im Zusammenhang mit dem Aufstand der Zeloten und der Zerstörung des Jerusalemer Tempels (70 n. Chr.) stand, sowie dem Scheitern der militanten Bewegungen in Folge der römischen Unterdrückung, etablierten sich die Pharisäer als dominierende religiöse Strömung innerhalb des Judentums. Aus ihrer Tradition entwickelte sich im Verlauf des 2. Jahrhunderts das rabbinische Judentum. Dieser Transformationsprozess wurde maßgeblich durch die Ereignisse nach dem Bar-Kochba-Aufstand (132–135 n. Chr.) beschleunigt, als andere konkurrierende Gruppen endgültig verschwanden.
Seine Selbstbezeichnung als Menschensohn (Mk 14,62 ) gemäß der Vision Daniels (Dan 7,14 ) bestätigte dieses Bild. Das war der wahrscheinliche Grund seiner Auslieferung an den römischen Statthalter zur Kreuzigung.

### Neuzeit
Von einigen jüdischen Religionswissenschaftlern wird Jesus als genuin jüdischer Lehrer der Tora gesehen, der den Völkern den Glauben an JHWH, den Gott Israels, vermittelt habe. Die „Wissenschaft des Judentums“ brachte bedeutende Jesus-Forscher wie Abraham Geiger und Leo Baeck hervor. Vor der Schoa trafen diese Forschungen bei christlichen Theologen meist auf Ablehnung und Ignoranz. Seit 1945 beschäftigen sich besonders deutschsprachige jüdische Religionswissenschafter wie Martin Buber, David Flusser, Pinchas Lapide, Schalom Ben-Chorin, Abraham Joshua Heschel, Walter Homolka und andere mit Jesus.
Die Messianischen Juden erkennen Jesus als den Messias an, halten aber zugleich an jüdischen Bräuchen fest, die sie mit dem christlichen Gottesdienst verbinden.

## Mandäer
Die Mandäer – eine monotheistische Religion, die sich auf Johannes den Täufer zurückführt – betrachten Jesus als „Lügenpropheten“. Im Sidra Rabba, dem heiligen Buch der Mandäer, heißt es:

„Wenn Johannes in jenem Zeitalter Jerusalems lebt, den Jordan nimmt und die Taufe vollzieht, kommt Jesus Christus, geht in Demut einher, empfängt die Taufe des Johannes und wird durch die Weisheit des Johannes weise. Dann aber verdreht er die Rede des Johannes, verändert die Taufe im Jordan und predigt Frevel und Trug in der Welt.“

## Manichäismus
„Jesus der Glanz“ spielt in der Kosmologie des Religionsstifters Mani eine zentrale Rolle: Jesus wird mit der Schlange der Paradiesgeschichte identifiziert, die Adam und Eva vom Baum der Erkenntnis zu essen gibt (Genesis 3 ). Während die geschaffene Welt als Vermischung von Materie und Geist in Manis Lehre negativ gewertet wird, deutet der Manichäismus den Sündenfall positiv als ersten Schritt in Richtung der Erlösung. Jesus als Lichtgestalt ist für ihn auch eine von vier Gottheiten, die jedem Menschen nach seinem Tod begegnen, um seine Seele zu „wiegen“ und entweder zur weiteren Läuterung in ein neues irdisches Dasein (Reinkarnation) oder auf die Reise zur Lichtwelt zu senden.
Mani selbst sah sich als letzten, zum „Siegel der Propheten“ berufenen Boten des Lichts. Dieser sollte Buddha, Zarathustra, Moses und Jesus folgen, also alle Mani bekannten Religionen in ein gemeinsames Lehrsystem integrieren, um die hinter ihnen liegende gemeinsame befreiende Wahrheit zu verkünden.

## Islam
Im Koran gilt „Jesus, Sohn der Maria“ (arabisch عيسى بن مريم ʿĪsā ibn Maryam) als Wort (kalima) und Geist (rūh) Gottes (Allāh). Durch die Stärkung mit dem heiligen Geist (rūh al-qudus) konnte er mit Gottes Erlaubnis Wunder vollbringen, wobei hier wahrscheinlich mit dem heiligen Geist eine koranische Umschreibung des Erzengel Gabriels vorliegt.
Jesus wird explizit, in Bezugnahme auf das Christentum, nicht als Sohn Gottes und Teil der Trinität gesehen. Eine etwaige Verehrung Jesu wird als Bruch des reinen Monotheismus abgelehnt. Jesus gilt aber in Form eines hohen Gesandten (rasūl), wichtigen Propheten (nabīy) und als einziger durch eine Jungfrau geborene Mensch (nach dem ersten Menschen in der Urgeschichte), als der Messias (al-masīh) – wenn auch in anderer Form als im Christen- oder Judentum. In der islamischen Volkstradition weit verbreitet ist die Vorstellung, dass er zusammen mit dem Mahdi, einem Nachkommen Mohammeds wiederkommt, um am Jüngsten Tag Gericht zu halten.
Die Kreuzigung Christi wird in Sure 4, Vers 157 und entsprechend in der islamischen Koranexegese verneint:

„Sie haben ihn (in Wirklichkeit) nicht getötet und (auch) nicht gekreuzigt. Vielmehr erschien ihnen (ein anderer) ähnlich (so daß sie ihn mit Jesus verwechselten und töteten).“

In der islamischen Literatur wird die Person, die anstelle von Jesus gekreuzigt wurde, je nach Autor mit Simon von Cyrene oder Judas Iskariot identifiziert. Eine weitere Theorie liefert die Ahmadiyya-Lehre. Danach war es zwar Jesus, der gekreuzigt wurde, jedoch habe er die Kreuzigung überlebt. Nach seiner Genesung sei er nach Indien ausgewandert, wo er schließlich im Alter von 120 Jahren gestorben und unter Namen Yuz Asaf beerdigt worden sei. Sein Grabmal sei das Grabhäuschen Roza Bal in der Khanyar-Straße im gleichnamigen Stadtteil von Srinagar, der Hauptstadt Kaschmirs. Weitere Hinweise auf Jesu Wirken in Indien seien in Ortsnamen der Region zu finden, wie zum Beispiel in der Hill Station Yusmarg 47 km südlich von Srinagar.
Alternativ vertreten muslimische Autoren auch die Theorie, bei der Kreuzigung habe ein solches Chaos geherrscht, dass niemand mehr recht wusste, was eigentlich geschah. Dies habe zu dem Missverständnis geführt, dass Jesus gekreuzigt wurde.

## Bahai
In der Bahai-Religion gilt Jesus als „Manifestation Gottes“, als ein göttlicher Offenbarer. Im Schrifttum der Bahai wird er unter anderem auch als „der Geist“ oder „der Sohn“ bezeichnet. Es gibt aus Sicht der Bahai eine Fortschreitende Offenbarung, das heißt, es gibt nur einen Gott, der sich im Lauf der Geschichte mehrfach und fortschreitend offenbart hat und dies auch in Zukunft tun wird. Bahai glauben, dass Baha’u’llah, der Stifter der Bahai-Religion, neben der Wiederkunft anderer Religionsstifter auch die „Wiederkunft Christi in der Herrlichkeit des Vaters“ ist (Mt 16,27 , Mk 8,38  und Lk 9,26 ).

## Hinduismus
Jesusbilder im religiös sehr vielfältigen Kulturbereich Indiens (meist unter dem Oberbegriff Hinduismus zusammengefasst) sind vor allem von drei Hauptfaktoren bestimmt: der uralten vedischen, später brahmanistischen Philosophie, der traditionellen polytheistischen Toleranz der Religionen Asiens und negativen Erfahrungen mit westlicher Kolonialherrschaft und Missionsgeschichte.
Zu ersten Begegnungen von Indern und den vom Gnostizismus beeinflussten syrischen Thomaschristen kam es im 6. Jahrhundert. Im 17. Jahrhundert verkündete der Jesuit Roberto de Nobili Christus erstmals in hinduistischen Begriffen und gewann so etwa 40.000 indische Christen.
Im 19. Jahrhundert setzten sich einige hinduistische Gelehrte gezielt mit der Person Jesus auseinander. Keshabchandra Sen (1838–1884) nannte Jesus einen Orientalen, der zu Indien gehöre und die Hindus aufrufe, „christusförmig“ zu leben.
Ramakrishna Paramahamsa (1836–1886) war ein Verehrer der Göttin Kali und ließ sich erst in den Islam, dann in das Christentum einführen. Er lernte Texte der Evangelien durch einen Hindu kennen. Bei der meditativen Betrachtung einer Ikone der Maria mit dem Jesuskind erlebte er eine Vision: Jesus Christus sei ihm als Lichtgestalt aus dem Bild heraus erschienen und habe gegen seinen Widerstand von seinem Herzen Besitz ergriffen, so dass er den Kali-Tempel drei Tage lang nicht habe betreten können. Am dritten Tag sei die Lichtgestalt ihm direkt begegnet und habe sich ihm als innere Stimme offenbart:

„Dies ist Christus, der das Blut seines Herzens für die Erlösung der Welt vergossen hat, der ein Meer des Leidens durchschritten hat aus Liebe zu den Menschen. Es ist Er, der Meister-Yogi, ewig eins mit dem Vater.“

Daraufhin habe die Gestalt ihn umarmt und sei mit seiner Seele verschmolzen. Seitdem habe er nicht mehr an Jesu Göttlichkeit gezweifelt und ihn als Avatar neben anderen Inkarnationen des Göttlichen verehrt.
Diese Rezeption geht von einer Vielfalt der möglichen Wege zu Gott aus (Religionspluralismus) und erkennt die Gottheit Jesu Christi nicht primär kognitiv durch gesprochene Mitteilung, sondern durch ein meditativ erreichbares, emotionales und mystisches Erlebnis (Bhakti). Dabei soll es zu einer „spirituellen Realisierung“ des Göttlichen in der menschlichen Seele kommen, die diese auf eine höhere Bewusstseinsstufe hebt. Die Unterschiede der Religionen bleiben anerkannt, da ihre Gottheit für die Dauer der Vision exklusiv zu anderen Göttern erfahren wird. Ramakrishna vertrat daher den Grundsatz: „Wir Hindus verstehen Jesus besser als ihr Christen.“ Daher könnten Hindus Christen eine Christusvision vermitteln. Dieses Konzept wirkte schulbildend.
Swami Vivekananda (1862–1902) war der einflussreichste Schüler Ramakrishnas. Er deutete Jesus Christus mithilfe der Advaita-Lehre Shankaras. Als Vertreter Indiens beim ersten Weltparlament der Religionen (Chicago 1893) gründete er anschließend die ersten Vedanta-Gesellschaften, die hinduistische Spiritualität westlichen gebildeten Christen zugutekommen lassen wollen. Das erklärte Ziel ist, ein „Christus“, nicht ein Christ, zu werden: Der Titel steht hier für die höchste Stufe des Gottesbewusstseins, die jedem Menschen erreichbar sei, und gegen die Dogmen und Überlegenheitsansprüche von Kirchen und ihren Missionsgesellschaften. Alkohol und andere Drogen werden als schädliche Bestandteile der westlichen Kultur abgelehnt.
Swami Akhilananda (1894–1962) sah Jesus als echten Yogi, der alle drei Arten des Yoga geübt und den Weg zum Samadhi („rechter Versenkung“) gezeigt habe. Für Swami Abhedananda war er der Sohn Gottes, der alle Dualität aufhebe. In ihm höre jeder Gedanke der Trennung von Gott und Mensch für immer auf; als der gewaltige Einbruch des göttlichen Wesens breche er alle Barrieren und Grenzen des menschlichen Bewusstseins nieder.
Diese Rezeption Jesu unterscheidet sich in einigen Zügen deutlich von der im Judentum, Islam und westlichen Atheismus. „Ich und der Vater sind eins“ (Joh 10,30 ): Gerade mit Jesu Göttlichkeit und Inkarnation haben Hindus meist kein Problem. Sie sehen ihn oft wie selbstverständlich als volle Manifestation des Krishna-Wesens, das in Menschengestalt auf die Erde „herabgestiegen“ (Avatara) sei, um den Menschen ihr eigenstes Wesen zu offenbaren, damit sie werden können, was sie von Ewigkeit her sind (Sri Aurobindo). Auch seine Armut, sein Leiden und Sterben werden als totale Hingabe an Gott und Selbsterniedrigung, die Gottes Wesen entspricht, gewürdigt und akzeptiert.
Damit erkennen Hindus Jesus aber nicht als einzige Gestalt des Göttlichen an. Das wäre nach ihrem Verständnis eine eigenmächtige Verzerrung:

„Gott ist größer als Jesus … Würde Gott sich auf eine einzige Inkarnation festlegen, dann würden wir Gott begrenzen und verfügbar machen. Gott ist grenzenlos. Wer könnte diesen Ozean ausschöpfen?“

Die Menschwerdung Gottes dient der Gottwerdung des Menschen. Darum ist Jesu Menschsein für Hindus kein vergangenes Ereignis, sondern findet in jeder Menschenseele (Atman) statt, die sich dem Göttlichen (Brahman) öffnet. Hier steht Jesus als Mensch mit jedem Guru, Weisheitslehrer oder Heiligen auf einer Ebene und erhält keine besondere universale Erlöserrolle. Seine Versuchung in der Wüste, seine Gleichnisse und Wunder, sein Gebet in Getsemani werden als meditative Wahrheiten aufgenommen. Sonstige Details seiner historischen Existenz wie seine Tora-Auslegung, das Ehescheidungsverbot und anderes werden dagegen als unwesentlich erachtet. Oft wird jedoch gegenüber westlicher Vereinnahmung seine asiatische Herkunft betont.
Während die westliche Theologie im 19. und 20. Jahrhundert oft nicht mehr wagte, von Gottes Offenbarung in Christus zu reden, ihn zum Vorbild allgemeiner Religiosität und Humanität machte und Christentum mit zeitweise modernen politischen Ideologien eng verknüpfte, hielten Inder gerade die theologische Dimension des „Heiligen“ (Rudolf Otto) und des „Geheimnisses“ (Eberhard Jüngel), die sich allem menschlichen Begreifen entzieht, fest. So schrieb der indische Dichterphilosoph Rabindranath Tagore schon vor 1936, als es noch kaum Religionsdialoge gab, in Jesus, die große Seele:
„Offenbarung Gottes mitten unter den Menschen! Die Lehre Jesu ist keine Wahrheit, die man in einen Vers der Heiligen Schrift einschließen kann, sondern sie zeigt sich als Wahrheit seines Lebens. Bis heute blieb sie lebendig wie ein immergrüner Feigenbaum, der immer neue Zweige hervortreibt.“
Maharishi Mahesh Yogi (1918–2008) lehnte die christliche Kreuzestheologie ab, wonach Gott sich in Jesus Christus mit den Menschen gerade durch die reale Übernahme des menschlichen Leidens versöhnt habe:

„Nein, nein, nein, Christus litt niemals. Der Mensch erblickte ihn als leidend. […] So sah der Mensch von der Ebene des eigenen Leidens, daß sein Erlöser litt. Aber Christus in sich selbst hat niemals gelitten.“

Das Leid sei sehr real; der Mensch könne aber durch die ihm mögliche Erfahrung des Göttlichen fähiger werden, „das Leid nicht zu fühlen“ und „so leben, daß das Leid nicht kommt“.

## Neuzeitliche Jesusbilder

### Historische Jesusforschung
Mit der Befreiung der Wissenschaft von kirchlicher Bevormundung konnte sich die historische Erforschung der Religionen, zunächst vor allem des Christentums entfalten. Sie hat die Entstehungsgeschichte der Bibel allmählich aufgehellt und dabei viele Einblicke in jüdische Wurzeln, hellenistische und gnostische Einflüsse im NT gewonnen.
Die historische Kritik richtete sich anfangs vor allem gegen kirchliche Dogmen, die aus der Bibel hergeleitet wurden, später gegen übernatürliche Mythologie und bestritt zum Teil sogar Jesu Existenz. Radikale Skepsis sieht ihn als unhistorisches Konstrukt, das die frühen Christen aus zirkulierenden Motiven, Legenden und Mysterienkulten zusammengestellt haben sollen. Dies vertreten aber heute nur noch wenige Außenseiter. Albert Schweitzer wies schon 1899 nach, dass gerade das Postulat eines historischen Jesus „hinter“ den Schriften der Urchristen sehr oft eigene Vorstellungen in diese hineinprojizierte.
Die vergleichende Religionswissenschaft sah Jesus oft als Religionsstifter, da das Christentum von ihm ausging und sich auf ihn bezieht. Heute jedoch geht man davon aus, dass Jesus als Jude nur in Israel wirken und keine neue Religion gründen, sondern das Judentum reformieren wollte. Das Urchristentum war eine innerjüdische Gruppe und entwickelte sich erst ab etwa 70 bis 100 zu einer eigenen, aus dem Verbund des Judentums herausgelösten Religion, vor allem und zuerst durch die Aktivitäten des Paulus/Saulus.

### Philosophie seit der Aufklärung
Das Zeitalter der Aufklärung stand ganz im Zeichen der Emanzipation von Kirche, Aberglauben, Mythologie und Heteronomie. Daraus entstand die neuzeitliche Religionskritik, die das Christentum und darüber hinaus alle Religion von verschiedenen Ansätzen aus als
- Metaphysik (Immanuel Kant),
- Kult des höchsten Wesens (Maximilien de Robespierre),
- Projektion (Ludwig Feuerbach),
- Ideologie der Klassengesellschaft (Karl Marx) oder
- Zwangsneurose (Sigmund Freud) kritisiert.

Dies hat vielfältig auf die Sicht Jesu im aufgeklärten Bürgertum Europas eingewirkt.
Die Kirchen zogen sich angesichts von Säkularisierung, Rationalismus, aufstrebender Demokratie- und Arbeiterbewegung im 19. Jahrhundert großenteils auf orthodoxe Dogmatik, pietistische Innerlichkeit und Diakonie zurück. Ihre Leitungen blieben mit den konservativen Kräften von Adel, Monarchie und Bürgertum verbündet.
Gleichwohl hat sich die aufgeklärte Philosophie die Gestalt Jesu, aber auch sonstige biblische und theologische Ideen auf ihre Weise angeeignet und sie in humanistische, moralisch-ethische oder revolutionäre Handlungsmaximen übersetzt. Die „Goldene Regel“ der Bergpredigt und anderer Religionen stellte unverkennbar den Traditionshintergrund für Kants Kategorischen Imperativ dar. Der „absolute Weltgeist“ Hegels ist ein Versuch, das Wirken des transzendenten Heiligen Geistes in die Arbeit des dialektischen Begreifens zu übersetzen und im vernünftigen Fortschritt der Weltgeschichte wiederzufinden.
Der Däne Sören Kierkegaard nahm mit seinem radikal-subjektiven Glaubenswagnis bereits den Existenzialismus des 20. Jahrhunderts vorweg. Karl Jaspers stellt im Anschluss an den frühen Martin Heidegger die Frage nach der Eigentlichkeit und Unbedingtheit menschlicher Existenz. Er spitzt sie auf den Appell zum „Vollzug des Existenzerlebens“ zu, das für ihn – anders als für die eher atheistischen Existenzialisten Jean-Paul Sartre oder Albert Camus – notwendig über sich hinausweist und den Bezug auf das Ganze des Daseins und seinen transzendenten Grund enthält. Diesen Grund des Ganzen versucht er mit dem Ausdruck des „Umgreifenden“ zu fassen. Aber nicht nur Jesus, sondern auch andere „maßgebende Menschen“ mit unvergleichbarer historischer Wirkung können für ihn zur Darstellung und Sprache des Absoluten werden.
Auch Vertreter des Marxismus haben sich für Jesus interessiert. Friedrich Engels sah ihn als Anführer einer frühen Armutsbewegung in der römischen Klassengesellschaft, die zumindest tendenziell auf Überwindung der Sklaverei und eine klassenlose Gesellschaft zielte. Rosa Luxemburg stellte Jesus gegen den polnisch-russisch-deutschen Klerus (das Kirchenpersonal) und dessen biblisch unbegründete Sozialismus-Feindschaft. Im christlich-marxistischen Dialog seit 1965 galt Jesus als Bewahrer einer humanen zweckfreien Ethik (Leszek Kolakowski) oder des „subjektiven Faktors“ im Prozess der revolutionären Veränderung (Milan Machovec) oder als Prediger einer „Revolution im Gottesbegriff“, der das Hoffnungspotenzial des „Atheismus im Christentum“ und der „konkreten Utopie“ freigesetzt habe (Ernst Bloch).